# Stichopogon conjungens
Stichopogon conjungens är en tvåvingeart som beskrevs av Mario Bezzi 1910. Stichopogon conjungens ingår i släktet Stichopogon och familjen rovflugor. Inga underarter finns listade i Catalogue of Life.